# Michail Dovgaljuk
Michail Džavanširovič Dovgaljuk (in russo Михаил Джаванширович Довгалюк?; Mosca, 3 giugno 1995) è un nuotatore russo.

## Biografia
Ha rappresentato la Russia ai Giochi olimpici estivi di Rio de Janeiro 2016, classificandosi quinto nella staffetta 4x200 metri stile libero.
Ai Campionati europei di nuoto di Glasgow 2018 ha vinto la medaglia di bronzo nei 200 metri stile libero, chiudendo alle spalle del britannico Duncan Scott e del lituano Danas Rapšys, e quella d'argento nella staffetta mista 4x200 metri stile libero.
A causa della squalifica per doping di Stato ha gareggiato per ROC all'Olimpiade di Tokyo 2020, vincendo la medaglia d'argento nella staffetta 4x200 metri stile libero.

## Palmarès

### Per ROC
- Giochi olimpici

Tokyo 2020: argento nella 4x200m sl.

### Per la Russia
- Mondiali

Budapest 2017: argento nella 4x200m sl.
Gwangju 2019: argento nella 4x200m sl.
- Mondiali in vasca corta

Windsor 2016: oro nella 4x200m sl.
Hangzhou 2018: argento nella 4x200m sl.
- Europei

Glasgow 2018: argento nella 4x200m sl e nella 4x200m sl mista e bronzo nei 200m sl.